# 12 Gold Bars
12 Gold Bars, Status Quos första riktiga samlingsalbum, utgivet 1980. Alla klassiker från 72 och 79 finns med på denna samling.

## Låtlista
1. Rockin' All Over The World (Fogerty)   3:37
  - Sång: Francis Rossi
2. Down Down (Rossi/Young)   3:50
  - Sång: Francis Rossi
3. Caroline (Rossi/Young)   3:43
  - Sång: Francis Rossi
4. Paper Plane (Rossi/Young)    2:55
  - Sång: Francis Rossi
5. Break The Rules (Rossi/Young/Parfitt/Lancaster/Coghlan)    3:39
  - Sång: Francis Rossi
6. Again And Again (Parfitt/Bown/Lynton)   3:42
  - Sång: Rick Parfitt
7. Mystery song (Parfitt/Young)   3:58
  - Sång: Rick Parfitt
8. Roll Over Lay Down (Rossi/Young/Lancaster/Parfitt/Coghlan)   5:41
  - Sång: Francis Rossi
9. Rain (Parfitt)    4:34
  - Sång: Rick Parfitt
10. Wild Side Of Life (Warren/Carter)   4:16
  - Sång: Francis Rossi
11. Whatever You Want (Parfitt/Bown)   4:03
  - Sång: Rick Parfitt
12. Living On An Island (Parfitt/Young)   3:47
  - Sång: Rick Parfitt